# Лошадь без имени
«Лошадь без имени» (ивр. סוס בלי שם‎) — израильский научно-фантастический драматический фильм 2024 года режиссёра и сценариста Асафа Ассулина, ставший его дебютом в полнометражной режиссуре.
Фильм открытия Южного кинофестиваля 2024.

## Сюжет
История мужчины и женщины, которые оказались в параллельном мире — бесконечной засушливой пустыне. Не имея ни личности, ни воспоминаний, они цепляются за призрачные сны, которые видят по ночам, пытаясь понять, кто они на самом деле.

## В ролях
- Ясмин Аюн[ивр.] — Айс Крим
- Йоэль Розенкьер[ивр.] — брат Айс Крим
- Асаф Ассулин — Лошадь

## Восприятие
Критик The Jerusalem Post Ханна Браун отмечает: «Фильм был снят до начала войны — его звукорежиссёр Лиор Вайцман был убит террористами 7 октября — и задумывался примерно в то же время, что и пандемия коронавируса. Я думаю, что отчасти он призван передать клаустрофобию, вызванную карантином, и ощущение потери ориентации во время внезапных ограничений и страха, вызванных появлением вируса». Ави Людмир, режиссёр и автор издания Srugim, высоко оценил дебют Ассулина, назвав его «превосходным фильмом, структура которого просто захватывающая и интригующая».

## Награды и номинации
| Год  | Награда                | Категория                          | Номинанты          | Результат | Прим.       |
| ---- | ---------------------- | ---------------------------------- | ------------------ | --------- | ----------- |
| 2024 | Art Film Spirit Awards | Лучший научно-фантастический фильм | «Лошадь без имени» | Победа    |             |
| 2025 | МКФ «Циолковский»      | Гран-при                           | «Лошадь без имени» | Номинация | [ 7 ] [ 8 ] |